# Пойнт (Техас)
Пойнт (англ. Point) — місто (англ. city) в США, в окрузі Рейнс штату Техас. Населення — 745 осіб (2020).

## Географія
Пойнт розташований за координатами 32°56′14″ пн. ш. 95°51′48″ зх. д. / 32.93722° пн. ш. 95.86333° зх. д. (32.937116, -95.863359).  За даними Бюро перепису населення США в 2010 році місто мало площу 7,21 км², з яких 7,14 км² — суходіл та 0,07 км² — водойми.

## Демографія
Згідно з переписом 2010 року, у місті мешкало 820 осіб у 309 домогосподарствах у складі 216 родин. Густота населення становила 114 осіб/км².  Було 354 помешкання (49/км²).
Расовий склад населення:
| - 91,7 % — білих - 2,3 % — чорних або афроамериканців - 0,6 % — корінних американців - 0,5 % — азіатів - 2,9 % — осіб інших рас |

До двох чи більше рас належало 2,0 %. Частка іспаномовних становила 7,6 % від усіх жителів.
За віковим діапазоном населення розподілялося таким чином: 24,9 % — особи молодші 18 років, 60,0 % — особи у віці 18—64 років, 15,1 % — особи у віці 65 років та старші. Медіана віку мешканця становила 38,8 року. На 100 осіб жіночої статі у місті припадало 97,1 чоловіків;  на 100 жінок у віці від 18 років та старших — 88,4 чоловіків також старших 18 років.
Середній дохід на одне домашнє господарство  становив 41 931 долар США (медіана — 30 417), а середній дохід на одну сім'ю — 47 581 долар (медіана — 37 857). Медіана доходів становила 35 556 доларів для чоловіків та 22 500 доларів для жінок. За межею бідності перебувало 30,6 % осіб, у тому числі 49,8 % дітей у віці до 18 років та 17,6 % осіб у віці 65 років та старших.
Цивільне працевлаштоване населення становило 280 осіб. Основні галузі зайнятості: виробництво — 18,2 %, роздрібна торгівля — 14,6 %, будівництво — 14,6 %.